# الشعيطري (كعيدنة)

تعديل مصدري - تعديل

الشعيطري هي إحدى قرى عزلة بني نشر بمديرية كعيدنة التابعة لمحافظة حجة، بلغ تعداد سكانها 852 نسمة حسب تعداد اليمن لعام 2004.